# Villamaina
Villamaina község (comune) Olaszország Campania régiójában, Avellino megyében.

## Fekvése
A megye központi részén fekszik. Határai: Frigento, Gesualdo, Paternopoli, Rocca San Felice, Sant’Angelo dei Lombardi és Torella dei Lombardi.

## Története
A település első írásos említése a 15. századból származik, noha a régészeti leletek már jóval korábbi, római és normann település létezéséről tanúskodnak ezen a vidéken. A középkorban nápolyi nemesi családok birtoka volt (Caracciolo, Conza, Gesualdo). A 19. században nyerte el önállóságát, amikor a Nápolyi Királyságban felszámolták a feudalizmust.

## Népessége
A népesség számának alakulása:

## Főbb látnivalói
- a római thermák, amelyek a vidéken található kénes gyógyforrások vizét használták fel, illetve a közelükben felépült San Teodoro modern fürdőkomplexum
- a San Rocco-templom
- Formulano díszkút
- Giovanni Gussone park